# ヴィルヘルム・クレス

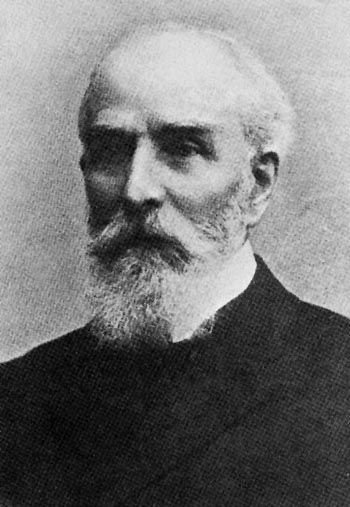
ヴィルヘルム・クレス

ヴィルヘルム・クレス（Wilhelm Kress, 1836年6月29日 - 1913年2月24日）はオーストリアの発明家。サンクトペテルブルク出身、ウィーンで没。元はピアノ製作者だったという。
1877年にはアルフォンス・ペノーの指導の下に、安定性に優れた模型飛行機を飛ばした。1900年、時の皇帝フランツ・ヨーゼフ1世から私的な資金援助を受けて18馬力の水上機を製作。1901年10月、それを飛ばそうと試みたが離水に失敗（または滑水試験中、事故により転覆）し、機体は沈没した。
1900年前後に固定翼機での有人動力飛行を試みた数多い実験者のうちの一人だが、彼の特筆すべき点は、飛行機の動力に内燃機関を使用していたことである。このことはフルサイズ機としてはおそらく世界初であった。

## 出典・脚注

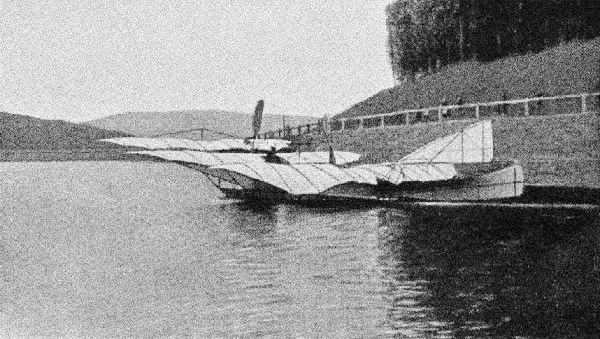
クレスの水上機